# Горчаков, Андрей Николаевич
 Андрей Николаевич Горчаков  (1 апреля 1836 Российская империя 1 января 1914 год Российская империя) — заведующий военно-дорожным отделом полевого управления военными сообщениями действующей армии, инженер министерства путей сообщения, директор департамента железных дорог.

## Биография
Из дворян. Родился 1 апреля 1836 года. Образование получил в 1-м кадетском корпусе, откуда был выпущен 11 июня 1855 года прапорщиком в лейб-гвардии Гренадерский полк, с прикомандированием к Михайловскому артиллерийскому училищу. В этом же году участвовал в обороне крепости Свеаборга, за что ему было объявлено Высочайшее благоволение. В 1857 году окончил курс в Михайловской артиллерийской академии и назначен репетитором математики артиллерии в 1-м кадетском корпусе. В 1861 году переведён в корпус инженеров путей сообщения и назначен помощником столоначальника искусственного отделения департамента железных дорог.
В 1862 году назначен начальником дистанции на Николаевской железной дороге, через пять лет, в 1867 году, назначен помощником начальника Московско-Курской железной дороги. В 1870—1871 годах, опираясь на опыт железных дорог вокруг европейских столиц, разработал один из первых проектов Московской окружной железной дороги. В 1871 году уволен в общество Курско-Киевской железной дороги. В 1875 году назначен состоять по министерству сверхштатным инженером без содержания, в 1877 году назначен заведующим военно-дорожным отделом полевого управления военными сообщениями действующей армии. В ходе Русско-турецкой войны 1877—1878 годов Горчаков был в числе инициаторов прокладки дороги Бендеры — Галац и организаторов её строительства. Эта дорога имела ключевое снабжение для снабжения русской армии и доставки войск и была построена в рекордно короткие сроки (303 километра за 100 дней).
В 1880 году уволен в общество Рыбинско-Бологовской железной дороги, с зачислением по министерству, затем перешёл на службу главным инженером Московско-Мячковской железной дороги. В 1883 году назначен штатным инженером V класса министерства путей сообщения, с откомандированием для исполнения обязанностей члена временного управления казённых железных дорог.
В 1885 году снова уволен в общество Рыбинско-Бологовской железной дороги. В 1889 году за отличие произведён в действительные статские советники. Спустя 2 года назначен вице-председателем временного управления казённых железных дорог, а в 1892 году утверждён также заместителем председателя управления казённых железных дорог. 13 февраля 1896 года указом императора назначен исполняющим должность директора департамента железных дорог. 19 марта того же года назначен членом от министерства путей сообщения в совет по тарифным делам. Участвовал в проектировании и строительстве — Транссиба, на тот момент бывшего крупнейшей в мире железнодорожной магистралью.
В 1879 году Горчаков стал членом Императорского русского технического Общества (РТО), где наряду с ним состояли многие ведущие русские специалисты в разных сферах науки и техники. В 1881 году избран председателем VIII железнодорожного отдела РТО и занимал эту должность на протяжении 32 лет. Его деятельность на этом посту принесла ему в 1891 году звание почётного члена РТО; в числе его наград - русские и зарубежные ордена и медали. В 1882 году Горчаков основал журнал «Железнодорожное дело» и до конца жизни оставался его главным редактором. Журнал пользовался высокой популярностью.
Андрей Николаевич Горчаков скончался в ночь на 1 января 1914 г.

## Труды
- Пояснительная записка к проекту окружной паровозной дороги для города Москвы. Москва : Унив. тип. (Катков и К°), 1875
- Записка об окружных городских железных дорогах вообще и, в частности, о Московской окружной железной дороге, представленная в Комиссию Московской городской думы А. Горчаковым и А. Пороховщиковым Москва : тип. Игнациус, 1876
- Записка о характере оппозиции проведению вокруг Москвы паровой железной дороги и о Биржевом обществе в отношении к этому вопросу / [Инж. А. Горчаков] Санкт-Петербург : тип. бр. Пантелеевых, ценз. 1879
- Записка о железных дорогах в Москве за 1879 г. / [Соч.] Инж. А. Горчакова Санкт-Петербург : тип. М-ва пут. сообщ. (А. Бенке), 1880
- Записка о проекте Московской окружной железной дороги / А. Горчаков Санкт-Петербург : тип. бр. Пантелеевых, ценз. 1880
- «О важном значении и мерах для развития частной предприимчивости в деле устройства и содержания железных дорог в России» : Докл. А. Н. Горчакова 3 сент. 1882 г. Санкт-Петербург : тип. бр. Пантелеевых, [1883]
- Несколько слов об обратных грузах и тарифах / [А. Горчаков] Санкт-Петербург : тип. бр. Пантелеевых, [1886]
- Предохранение дерева, а особенно шпал, от порчи насекомыми и от гниения : Сообщ. инж. В. О. Герценштейна на техн. беседе в VIII Отд. Имп. Рус. техн. о-ва под пред. [и с предисл.] А. Н. Горчакова 10 янв. 1887 г. Санкт-Петербург : тип. бр. Пантелеевых, 1887
- Из материалов по первому проекту железной дороги вокруг Москвы / [Инж. А. Горчаков] Санкт-Петербург : тип. бр. Пантелеевых, [1900]